# Niccolò Ammaniti
Niccolò Ammaniti (pronúncia italiana: [nikkoˈlɔ ammaˈniːti]; Roma, 25 de setembro de 1966) é um escritor italiano, vencedor do Premio Strega em 2007 por As God Commands (também publicado sob o título The Crossroads).
Destacou-se em 2001 com a publicação Io non ho paura, um romance que mais tarde foi transformado em filme dirigido por Gabriele Salvatores.

## Biografia
Niccolò Ammaniti nasceu em Roma e estudou Ciências Biológicas sem terminar o curso. Seu primeiro romance, chamado Branchie, foi publicado pela Ediesse em 1994, antes de seus créditos serem comprados pela Einaudi em 1997. Alegadamente, era decorrente de uma adaptação de sua dissertação nunca concluída. Em 1999, Branchie foi adaptado para um filme com o mesmo título. Em 1995, Ammaniti publicou, juntamente com seu pai Massimo, o ensaio Nel nome del figlio. Em 1996, apareceu com sua irmã no filme de baixo orçamento Growing Artichokes in Mimongo.
Como jovem romancista italiano, escreveu um romance curto com Luisa Brancaccio para a antologia Gioventù Cannibale de Daniele Brolli (1996). Em 1996, também publicou a coleção de contos Fango.
Em 1999 foi publicado o romance Ti prendo e ti porto via, e em 2001 escreveu o romance Io non ho paura, vencendo o Prêmio Viareggio de 2001. Este romance também foi adaptado para uma versão cinematográfica dirigida por Gabriele Salvatores em 2003.
Em 2006, publicou Come Dio comanda, ganhando o Prêmio Strega. O romance foi adaptado para um filme, mais uma vez por Gabriele Salvatores.
Em 2009, publicou Che la festa cominci. Em 2010, escreveu Io e te, que mais tarde foi adaptado para um filme dirigido por Bernardo Bertolucci. O roteiro, coescrito, entre outros, por Bertolucci e Ammaniti, foi indicado para Melhor Roteiro nos prêmios David di Donatello de 2013 e no Globo de Ouro Italiano de 2013.
Em 2015, publicou o romance Anna.

## Lista de obras
- Branchie, Roma, Ediesse, 1994. ISBN 88-230-0135-8; Torino, Einaudi, 1997. ISBN 88-06-14354-9.
- Ti prendo e ti porto via, Milano, Mondadori, 1999. ISBN 88-04-46824-6.
- Io non ho paura, Torino, Einaudi, 2001. ISBN 88-06-14210-0.
- Come Dio comanda, Milano, Mondadori, 2006. ISBN 88-04-50279-7.
- Che la festa cominci, Torino, Einaudi, 2009. ISBN 978-88-06-19101-6.
- Io e te, Torino, Einaudi, 2010. ISBN 978-88-06-20680-2.
- Anna, Torino, Einaudi, 2015. ISBN 978-88-06-22775-3.
- La vita intima, Torino, Einaudi, 2023. ISBN 978-88-06-25515-2.